# Лумбовский залив
Лумбовский залив — залив в Белом море. Находится в северо-восточной части Кольского полуострова. Длина 16 км Ширина до 5 км. Залив мелководный — глубина до 4 м. Берег скалистый крутой. На берегу расположен населённый пункт Лумбовка. В залив впадают реки Лумбовка и Каменка. На выходе в море расположен остров Лумбовский который образует два пролива: Большие Ворота и Малые Ворота. С северо-западной стороны — мыс Каковиха.